# Senobasis notata
Senobasis notata là một loài ruồi trong họ Asilidae. Senobasis notata được Bigot miêu tả năm 1878.